# Сочерга
Сочерга (словен. Sočerga) — поселення в общині Копер, Регіон Обално-крашка, Словенія. Висота над рівнем моря: 301,2 м.